# Александър Голенишчев-Кутузов
Александър Василиевич Голенищев-Кутузов (на руски: Александр Васильевич Голенищев-Кутузов) е руски офицер, генерал-адютант. Участник в Руско-турската война (1877-1878).

## Биография
Александър Голенищев-Кутузов е роден на 19 март 1846 г. в Тамбовска губерния в семейството на потомствения дворянин генерал-лейтенант граф Василий Голенищев-Кутузов и София Рибопиер. Завършва Александровския лицей в Санкт Петербург и се ориентира към военното поприще. Постъпва на действителна военна служба в Кавалерградския полк. Произведен е в първо офицерско звание корнет с назначение за командир на 3-ти ескадрон (1867). Участва във военни маневри в Прусия в свитата на император Александър II и е повишен последователно във военно звание флигел-адютант и ротмистър (1872, 1873).
Участва в Руско-турската война (1877-1878). Повишен е във военно звание полковник и е командирован във 2-ра пехотна дивизия с командир генерал-майор Александър Имеретински. Въпреки че заболява, участва в състава на лявата колона с командир генерал-майор Михаил Скобелев в превземането на Ловеч на 22 август 1877 г. Награден е с орден „Свети Владимир“ IV степен с мечове и бант. Изтеглен е за лечение в Русия.
Участва в групата на генерала от пехотата Михаил Лорис-Меликов в борба с чумната епидемия през 1879 г.
Назначен е за военен представител при германския император с повишение във военно звание генерал-майор от 1887 г. Изпълняващ е длъжността хофмаршал в двора на династия Романови (1892). Повишен е във военно звание генерал-адютант от 1896 г. Награден е с българския орден „Свети Александър“ I степен (1896).
Умира на 23 август 1897 г. в Санкт Петербург.